# Chalvraines
Chalvraines település Franciaországban, Haute-Marne megyében. Lakosainak száma 196 fő (2022. január 1.). Chalvraines Illoud, Prez-sous-Lafauche, Romain-sur-Meuse, Semilly, Clinchamp és Bourmont entre Meuse et Mouzon községekkel határos.

## Népesség
A település népességének változása:
| Lakosok száma | 314  | 282  | 258  | 173  | 196  | 188  | 187  | 190  | 192  | 196  |
|               | 1968 | 1982 | 1990 | 2006 | 2013 | 2015 | 2017 | 2019 | 2020 | 2022 |